# 江西省工业和信息化厅
江西省工业和信息化厅是中华人民共和国江西省人民政府的组成部门。

## 主要职能
根据《中共江西省委 江西省人民政府关于印发〈江西省人民政府职能转变和机构改革实施方案〉的通知》（赣发〔2014〕10号），保留江西省工业和信息化委员会，为省人民政府组成部门。
- 职能转变

1. 按照省政府关于行政审批制度改革要求，做好有关行政审批事项调整的落实工作，同时加强事中事后监管。
2. 将原省中小企业局的职责，划入省工业和信息化委员会。
3. 将原省机械行业管理办公室承担的行政管理职责，划入省工业和信息化委员会。
4. 将原省轻工行业管理办公室承担的行政管理职责，划入省工业和信息化委员会。
5. 将省盐业集团公司（省盐务局）承担的行政管理职责，划入省工业和信息化委员会。

## 机构设置

### 内设机构
省工业和信息化委员会内设31个职能处（室）。
- （一）办公室
- （二）法规处
- （三）综合处
- （四）产业处
- （五）科技处
- （六）运行处
- （七）保障处
- （八）节能处
- （九）投资处
- （十）新兴产业处
- （十一）中小企业处
- （十二）融资服务处
- （十三）工业园区处
- （十四）指导处
- （十五）装备处
- （十六）冶金处
- （十七）建材处
- （十八）石化处
- （十九）有色处
- （二十）医药处
- （二十一）纺织处
- （二十二）轻工处
- （二十三）电子处
- （二十四）软件处
- （二十五）无管处
- （二十六）无线电监督检查处
- （二十七）信息化处
- （二十八）电子政务处
- （二十九）信息安全处
- （三十）对外交流处
- （三十一）人事处

### 人员编制
省工业和信息化委员会机关行政编制141名（含纪检监察编制5名、专项行政编制1名）。
其中，领导职数：主任1名、副主任5名、纪检组长1名；正处级30名（含省信息化办主任1名）、副处级32名。